# Ulf Eriksson (Schiedsrichter)
Ulf Eriksson (* 26. Mai 1942 in Sollefteå) ist ein schwedischer Fußballschiedsrichter.
Eriksson wurde vor allem durch seine Einsätze bei der Fußball-Weltmeisterschaft 1978 bekannt, bei der er zwei Spiele leitete. Bis 1989 leitete er Spiele auf nationaler und internationaler Ebene, darunter auch 1977 den 6:0-Erfolg des FC Liverpool über den Hamburger SV im UEFA Super Cup oder drei Partien inklusive Halbfinale bei den vom westlichen Boykott überschatteten Olympischen Sommerspielen 1980 in Moskau.
Der frühere Spieler stammt aus Sollefteå in Mittelschweden.